# Embaixada da Líbia em Brasília
A Embaixada da Líbia em Brasília é a principal missão diplomática líbia no Brasil. Está localizado no Lago Sul. O atual embaixador é Khaled Z. Dahan, cargo que ocupa desde 2014.